# Max Klauß
Max Klauß pisany także Max Klauss (ur. 27 lutego 1947 w Siegmar-Schönau, ob. Chemnitz) – wschodnioniemiecki lekkoatleta, specjalista skoku w dal, mistrz Europy.

## Kariera sportowa
Zwyciężył w skoku w dal na europejskich igrzyskach juniorów w 1966 w Odessie. Zajął 4. miejsce w dziesięcioboju na mistrzostwach Europy w 1966 w Budapeszcie. Na kolejnych mistrzostwach Europy w 1969 w Atenach zajął 6. miejsce w skoku w dal.
Zdobył złoty medal skoku w dal podczas mistrzostw Europy w 1971 w Helsinkach wynikiem 7,92 m, wyprzedzając Igora Ter-Owanesiana ze Związku Radzieckiego i Stanisława Szudrowicza z Polski. Zwyciężył również w tej konkurencji na halowych mistrzostwach Europy w 1972 w Grenoble, przed Hansem Baumgartnerem z RFN i Jaroslavem Brožem z Czechosłowacji.
Zajął 6. miejsce w skoku w dal na igrzyskach olimpijskich w 1972 w Monachium. Zdobył srebrny medal na halowych mistrzostwach Europy w 1973 w Rotterdamie, za Baumgartnerem, a przed Grzegorzem Cybulskim z Polski, a także brązowy medal na halowych mistrzostwach Europy w 1974 w Göteborgu, za Jeanem-Françoisem Bonhème z Francji i Baumgartnerem. Na mistrzostwach Europy w 1974 w Rzymie zajął 7. miejsce.
Klauß był mistrzem NRD w skoku w dal w latach 1971–1974 oraz wicemistrzem w 1969, a w dziesięcioboju mistrzem w 1967 i wicemistrzem w 1966. Był również brązowym medalistą w sztafecie 4 × 100 metrów w 1967 i 1969. W hali był mistrzem NRD w skoku w dal w 1971 i 1973, wicemistrzem w 1967 i 1974 oraz brązowym medalistą w 1968 i 1969.
Był rekordzistą NRD w skoku w dal z wynikiem 8,07 m, uzyskanym 19 czerwca 1968 w Berlinie oraz w dziesięcioboju z wynikiem 7986 pkt, osiągniętym 28 lipca 1967 w Halle.
Jego rekord życiowy w skoku w dal wynosił 8,18 m, ustanowiony 12 czerwca 1974 w Berlinie. Startował w klubach SC Karl-Marx-Stadt i Einheit Dresden.